# Lac Dissoni
Le lac Dissoni (ou lac Disoni ou lac Soden) est un lac de cratère du Cameroun situé dans la Région du Sud-Ouest au pied des monts Rumpi.

## Caractéristiques
Sa profondeur moyenne est de 81 m.

## Histoire
Le lac, simplement nommé Mbu par la population locale, est découvert en 1890 par un négociant suédois, Georg Waldau (sv), qui le baptise « lac Soden », en référence au gouverneur du Kamerun de l'époque, le baron Julius von Soden.

## Faune
Il abrite plusieurs espèces de poissons d'eau douce endémiques, telles que Procatopus lacustris (ou P. similis).